# پیتر ونینگ
پیتر ونینگ (هلندی: Pieter Weening؛ زادهٔ ۵ آوریل ۱۹۸۱) دوچرخه‌سوار اهل هلند است.
از باشگاه‌هایی که در آن رکاب زده‌است می‌توان به تیم دوچرخه‌سواری رومپوت–ندرلانسه لوتری، تیم اوریکا–اسکات، تیم لوتوان‌ال–یومبو، و تیم دوچرخه‌سواری رابوبانک دولوپمنت اشاره کرد.